# Бараконе (Вибо Валенција)
Бараконе је насеље у Италији у округу Вибо Валенција, региону Калабрија.
Према процени из 2011. у насељу је живело 58 становника. Насеље се налази на надморској висини од 355 м.